# Dan Pienaar
Pour les articles homonymes, voir Pienaar.
Dan Pienaar (1893-1942) fut un général sud-africain durant la Seconde Guerre mondiale.
Il servit d'abord dans l'artillerie au sein de police natale (NP) en 1911, et fut transféré à la Défense Nationale sud-africaine quand cette dernière succéda à la NP en 1913. Durant la Première Guerre mondiale, il a servi d'artilleur dans les forces expéditionnaires d'outre-mer sud-africaine en Afrique de l'Est et en Palestine. Entre les deux guerres mondiales, il a servi dans différents commandements. Durant la Seconde Guerre mondiale, il a commandé la 1re brigade sud-africaine lors de la campagne de l'Afrique de l'Est (batailles d'EL Wak, le Juba, le Combolcia, et l'Amba Alagi) en 1940 - 1941, et durant la campagne de l'Afrique du Nord (batailles de Sidi Rezegh et de Gazala) en 1941 - 1942. À Gazala, il a été promu général pour commander la  1re division sud-africaine qu'il dirigea durant la bataille de Gazala, la retraite en Égypte, la défense à El-Alamein, et aussi lors de l'opération Supercharge (deuxième bataille d'El Alamein). Il a été tué dans un accident d'avion au Kenya, sur son chemin du retour en Afrique du Sud.
Dan Pienaar fut sûrement l'un des commandants les plus charismatiques et populaires que connut l'armée sud-africaine. Un régiment d'infanterie ainsi qu'une banlieue de sa ville natale, Bloemfontein, furent plus tard, baptisés de son nom.

## Source
Militaria - Official Professional Journal of the SADF (Vol 12/2: 1982)